# Cabrito Rock
Cabrito Rock, anteriormente llamado Festirock, fue un festival de rock en castellano, con una duración de 2 días inspirado en el Cosquín Rock. Este se realizaba en la Ciudad de Recreo, en la provincia de Catamarca en Argentina, convirtiéndose así en el único festival de este tipo en la provincia. 
El nombre "Cabrito Rock" se debía a su versión de música folclórica argentina Festival Nacional del Cabrito.

## Historia
Su primera edición se realizó el 6 de enero de 2007 en el predio ubicado en el "Club Union Sportiva" y los espectadores no eran más de 1000 personas. Su segunda edición fue el 9 de febrero de 2008 en el "Club Atlético Pedro Cano" situado a los pies de las lomas, acogiendo esta vez a más personas. Las bandas que tocaron durante esta etapa del festival sirvieron de inspiración para la aparición de nuevas bandas en la ciudad.
En su tercer año, en el 2009, con 2200 espectadores superó el número que estimaban sus organizadores. El 6 de febrero de 2010 se realizó su cuarta edición en el "Anfiteatro Fray Mamerto Esquiú" en lo que fue una noche de homenajes a grandes bandas, pero no pudiendo superar la convocatoria de la edición anterior. El 12 de febrero de 2011 se llevó a cabo en el Polideportivo Municipal, donde actuó Emmanuel Horvilleur, y Ciro Fogliatta; para ingresar solo se solicitó llevar un alimento no perecedero, que se destinó a los Centros de Cuidados Infantiles (CCI) de la ciudad.

## Artistas que tocaron en el festival
- Año 2007: Las bandas locales: Morfosis, La Maza, Papaya, Refuerzo, Adaggio, Radales.
- Año 2008: La Mula Vieja, las bandas locales: Morfosis, La Maza, Aura.
- Año 2009: Juan Antonio Ferreyra (JAF), Insania (Catamarca capital), Lágrimas de fuego (tributo a Guns and Roses, de Córdoba), T6 (Belén), bandas locales, de Córdoba y Buenos Aires.
- Año 2010: Far West, Sujetos, Brote Mestizo, Lady Magnun, Deltabu y las bandas locales R.P. y Refuerzo.
- Año 2011: Emmanuel Horvilleur, Ciro Fogliatta, bandas de otras provincias y locales.
- Año 2012: Artistas provinciales.
- Año 2013: No se llevó a cabo